# Rolando Panerai
Rolando Panerai (* 17. Oktober 1924 in Campi Bisenzio bei Florenz; † 23. Oktober 2019 in Florenz) war ein italienischer Opernsänger (Bariton).

## Leben
Seine Ausbildung erfolgte bei Vito Frazzi am Konservatorium Florenz. Ergänzend später bei Giacomo Armani und Giulia Tess in Mailand. Panerai wurde im Jahre 1947 Preisträger eines Gesangswettbewerbs in Spoleto. Er debütierte im gleichen Jahr als Faraone in Rossinis Oper Mosè in Egitto am Teatro San Carlo in Neapel. Sein Aufstieg begann allmählich und im Jahre 1951 wurde er an die Mailänder Scala berufen. Dies war der Beginn einer glänzenden, internationalen Laufbahn.
In den Folgejahren, da er sich bereits zu einem der führenden Baritonisten des italienischen Repertoires entwickelt hatte, sang er fast regelmäßig mit größtem Erfolg an der Scala. Die Premiere von Hindemiths Oper Mathis der Maler im Jahre 1957 erfolgte unter seiner Mitwirkung. Er trat an allen großen Opernhäusern Europas auf, so in London, Paris, Brüssel, Wien. Auch bei den Festspielen von Salzburg, Glyndebourne und Edinburgh wurde wiederholt sein ungewöhnlich kultiviertes Gestaltungsvermögen bewundert, die stilsichere Fähigkeit und technische Eleganz, dem musikalischen Charakter einer jeden Partie die entsprechenden Nuancen des Vortrags und der Darstellung abzugewinnen, ohne dabei die Klangschönheit seiner wunderbar geschmeidigen Stimme zu überfordern.
Im Jahre 1955 wurde er Mitglied der Metropolitan Opera New York, an der er in den vergangenen Jahren oft in seinen Glanzpartien als Silvio im  Bajazzo, Belcore in Donizettis Liebestrank und als Guglielmo in Così fan tutte gefeiert wurde.
1992 wurde er in Wien zum Kammersänger ernannt.
Verschiedene Plattenfirmen haben seine Stimme auf Gesamtaufnahmen festgehalten. Besonders sei hier seine Aufnahme des Marcello in La Bohème (Puccini) hervorgehoben, die er unter Herbert von Karajan mit den Berliner Philharmonikern mit Luciano Pavarotti und Mirella Freni aufgenommen hat.
Im Oktober 2019 starb er im Alter von 95 Jahren.